# John Helge Walter
John Helge Walter, född 17 november 1888 i Torshälla, död 27 augusti 1960 i Stockholm, var en svensk direktör och affärsman som blev misstänkt för spioneri under andra världskriget. Han hade en varierad karriär inom affärsvärlden, inklusive försäljning och export, och spelade en viktig roll i bildandet av AB Tipstjänst. Han arresterades 1942 på grund av misstankar om spioneri för Storbritannien, särskilt genom sina kontakter med den brittiska marinattachén Captain Henry Denham och den svenska grevinnan och författarinnan Amelie Posse.

## Biografi
John Helge Walter föddes 1888 i Torshälla församling i Södermanlands län som son till folkskolläraren John Emil Walter och hans hustru Josefina Albertina Teresia, född Andersson. Familjen flyttade till Västerås när han var ett år gammal, där han senare tog studentexamen år 1907. Han påbörjade studier vid Chalmers Tekniska läroanstalt i Göteborg för att utbilda sig till skeppsbyggnadsingenjör, men avbröt studierna efter ett år och fortsatte istället med handelsstudier vid Schartaus Handelsinstitut i Stockholm, där han avslutade sina studier 1909.

## Karriär
Helge Walter hade en händelserik karriär som inkluderade flera anställningar hos olika företag och även flera egna företag. Han arbetade bland annat för AB Separator, AB Frigator, AB Wilhelm Becker och AB B.A. Hjort & Co. Han planerade även att starta en tändsticksfabrik för att konkurrera med Ivar Kreuger. På 1920-talet sålde han konservöppnare till arméförvaltningen för 10 000 kr. Mellan 1926 och 1929 gjorde han affärer med kokvagnsutrustningar i länder som Sverige, Polen och Turkiet. Under denna period skaffade han sig skulder på 200 000 kr för en annonskampanj. Han åtalades även för olaglig tippning, men blev frikänd.

## AB Tipstjänst
John Helge Walter spelade en viktig roll i bildandet av AB Tipstjänst, vilket grundades 1934. Företaget skapades för att administrera och reglera sportspel och vadslagning i Sverige, något som tidigare hade skett utan centraliserad kontroll och ofta i oreglerade former.
Walter var involverad i de tidiga förhandlingarna och arbetet med att etablera Tipstjänst. Hans erfarenheter och kontakter inom affärsvärlden bidrog till att lägga grunden för företagets framgång. 

### Direktören som försvann
John Helge Walter var direktören som försvann: bort från bolaget och ut ur dess minne. Han var kapten på skutan när den sjösattes och fick vind i seglen. Trots Walters initiala framgångar med AB Tipstjänst, stötte han på flera problem som kom att påverka hans rykte och relationer inom företaget. Verksamheten växte snabbt och intäkterna ökade så mycket att det inom några år ansågs orimligt att all vinst skulle gå till idrotten. Istället införlivades en del av intäkterna i statsbudgeten. Walters bidrag var betydande; han hade kontakt med ombuden, valde matcherna på kupongerna och organiserade rapporteringen av resultaten.
När det nystartade Tipstjänst började blomstra och generera stora intäkter, som delvis gick till statsbudgeten, blev det uppenbart att Walters entreprenöriella stil inte passade in i den nya, mer strukturerade och kontrollerade organisationen. Han lämnade bolaget efter en tvist med styrelsen om sin ersättning, trots att han fick lovord och en rejäl fallskärm. Walter nämns inte i bolagets historieskrivning. Walter var länken i bolaget till dess ursprung i den illegala spelverksamheten. Den förbindelsen förträngdes i bolagets kollektiva minne allt eftersom tiden gick. Tipstjänst skulle ju vara alternativet till det illegala spelet och stå för redbarhet, säkerhet och kontroll.

## Jagaraffären
John Helge Walter var inblandad i en betydande affär rörande inköp av italienska jagare till den svenska flottan under andra världskriget. År 1940 började han arbeta på provision för att arrangera inköpet av jagarna från Italien. I maj samma år stämde han staten för att få ut provisionen kopplad till arbetet med förberedelserna för jagarköpet. Walters ursprungliga krav var en procent av jagarnas inköpssumma. Affären var värd 34 miljoner kr för fyra jagare. Genom en serie förhandlingar och rättsliga tvister slutade det med att Walter fick kompensation om 150 000 kr.
De italienska jagare som inköpet gällde var Puke, Psilander, Remus och Romulus.

## Kontroverser och spionerianklagelser
Den 30 november 1942 blev John Helge Walter anhållen på Vasagatan utanför hotell Continental i Stockholm av kriminalpolisen, misstänkt för spioneri. Vid anhållandet hittades bland annat en stor summa pengar och frågescheman på engelska, vilket ledde till ytterligare undersökningar och anklagelser om spioneri.
Under förhör uppgav Walter att han hade haft kontakter med olika politiska och militära personer, både inom och utanför Sverige. Han förnekade dock att han skulle ha bedrivit spionverksamhet, och hävdade att hans kontakter och affärsresor främst handlade om legitima affärsförbindelser.
Walter hade regelbunden kontakt med den brittiska marinattachén Captain Henry Denham, som han träffade vid flera tillfällen både i Stockholm och på andra platser. Enligt Walter handlade deras möten om affärsförhandlingar och diskussioner kring försvarsmateriel.
En central figur i spionerianklagelserna var grevinnan Amelie Posse, som Walter hjälpte att fly från Prag till Sverige under den tyska ockupationen av Tjeckoslovakien. Posse, som var svensk författarinna och aktivist, hade kontakter med flera inflytelserika personer och hjälpte Walter att etablera förbindelser med den brittiska legationen i Stockholm, inklusive Captain Denham. Enligt Walter var Posse en viktig medlare i hans kontakter med brittiska myndigheter och spelade en stor roll i de händelser som ledde till hans arrestering.

## Familjeförhållanden
Helge Walter var gift med Ingrid, född Anderzon. Tillsammans hade de tre döttrar, Marianne, Harriet och Birgitta. Helge Walter var farbror till Maria Gripe.